# Mendionde
Mendionde (en euskera: Lekorne) es una localidad y comuna francesa situada en el departamento de Pirineos Atlánticos, en la región de Aquitania y el territorio histórico vascofrancés de Labort.

## Geografía
Mendionde, del euskera Mendi Ondo, al lado de la montaña, limita al norte con Hasparren, al noreste con Ayherre y Bonloc, al este con Hélette, al oeste con Macaye, al suroeste con Ossès y al sureste con Irissarry.

## Heráldica
En campo de plata, una cruz de gules, cantonada de cuatro lobos andantes, de sable.

## Demografía
| Gráfica de evolución demográfica de Mendionde entre 1800 y 2012 |
|                                                                 |

Fuentes: Ldh/EHESS/Cassini e INSEE.